# Cheumatopsyche galloisi
Cheumatopsyche galloisi là một loài Trichoptera trong họ Hydropsychidae. Chúng phân bố ở miền Cổ bắc.